# Spaventapasseri (Il mago di Oz)
Lo spaventapasseri è uno dei personaggi del romanzo per ragazzi Il meraviglioso mago di Oz, scritto da L. Frank Baum.
Questo bizzarro personaggio nacque, come è logico pensare, allo scopo di spaventare gli uccelli che infestavano il campo di un abitante del paese dei Munchkins. Il suo proprietario essendo, come tutti i suoi compaesani, amante del blu, decise di vestire con quel colore lo spaventapasseri appena creato, dipingendogli oltre agli occhi, il naso e la bocca anche due orecchie non molto diritte. Lo spaventapasseri venne realizzato talmente bene che le cornacchie, dopo averlo visto, credendolo un vero uomo, non provavano nemmeno ad avvicinarsi. Una di esse però, più esperta e vecchia delle altre, convinse le compagne della reale origine del loro nemico. Le cornacchie dunque, prese di coraggio, devastarono il campo nel quale si trovava lo spaventapasseri che, affranto per l'accaduto, si disperava. La minima consolazione allo spaventapasseri venne da parte della vecchia cornacchia stessa, che gli disse che era un uomo quasi perfetto, ma che quel che gli mancava era solo un po' di cervello.
Due giorni dopo la sua creazione, mentre stava legato su di un palo, ebbe l'occasione di conoscere Dorothy, una ragazzina proveniente dal Kansas e perdutasi nel mondo di Oz in seguito a un ciclone. La giovane aveva deciso di recarsi dunque dal meraviglioso mago di Oz per chiedergli di poter essere rimandata a casa. Volendo a tutti i costi riuscire a riscattarsi per l'errore commesso con le cornacchie, lo spaventapasseri, che credeva di aver commesso tutto ciò solo per stupidità, decise di recarsi anche lui dal mago per chiedere un cervello. I due si misero dunque in viaggio verso la città di smeraldi, desiderando esaudire i loro desideri. Durante il tragitto si unirono al gruppo anche un uomo di latta, alla ricerca di un cuore, e un leone codardo, alla ricerca del coraggio.
Dopo diverse disavventure, nelle quali lo stesso spaventapasseri rischiò di essere condannato a rimanere in eterno legato ad un palo in mezzo al fiume, la piccola compagnia raggiunse la città di smeraldi. Accolti con tutto rispetto dagli abitanti locali vennero ricevuti, uno alla volta e in giorni diversi, dal mago di Oz. Questi, apparso ai visitatori sotto diverse forme, allo Spaventapasseri come una maestosa dama, ordinò loro di annientare la malvagia Strega dell'Ovest se volevano ricevere i doni che hanno chiesto.
Nella foresta oscura Dorothy e i suoi compagni fronteggiarono gli scagnozzi della strega. Lo spaventapasseri affrontò ed eliminò uno stuolo di cornacchie che voleva distruggerli. Con l'arrivo delle scimmie volanti si concludeva però la loro resistenza: lo spaventapasseri venne completamente spagliato e i suoi resti gettati sopra un albero. Solo l'intervento di Dorothy, che intanto aveva sconfitto la strega, riuscì a salvarlo. Vincitori i quattro si recarono di nuovo dal mago, dichiarando di aver sconfitto la strega. Scoprirono però che quello non era un vero stregone ma un povero uomo perdutosi dopo un viaggio di mongolfiera. Desideroso di riscattarsi, il grande imbroglione tentò di esaudire comunque i doni e mise sulla testa dello spaventapasseri un'imbottitura composta da crusca, spilli e aghi. Prima di partire il mago diede all'uomo di paglia il comando sulla città di smeraldo.
Lo spaventapasseri accompagnò ancora Dorothy nella terra del Sud alla ricerca della strega buona Glinda, che l'avrebbe riportata a casa. Durante il tragitto fu vittima degli attacchi di alcuni alberi malefici e di strani omini dal collo gigantesco. Dopo aver salutato l'amica, tornata nella propria terra d'origine, si recò nella città di Smeraldo per regnare come nuovo sovrano.